# Сент-Огюстен (церква)
48°52′33″ пн. ш. 2°19′09″ сх. д. / 48.875833333333° пн. ш. 2.3191666666667° сх. д.
Церква Святого Августина (Сент-Огюстен, фр. Église Saint-Augustin) — католицький храм у VIII окрузі Парижа. Церква займає квартал між бульваром Мальзерба (Boulevard Malesherbes), авеню Сезар-Кер (Avenue César-Caire), вулицею Б'єнфезанс (Rue de la Bienfaisance) та вулицею Лаборд (Rue de Laborde). Площа трикутної форми перед головним фасадом церкви названа на її честь — площа Сент-Огюстен (Place Saint-Augustin). Також її ім'я носить розташована неподалік станція метро. Адміністративно належить до архієпархії Парижа.

## Будівництво

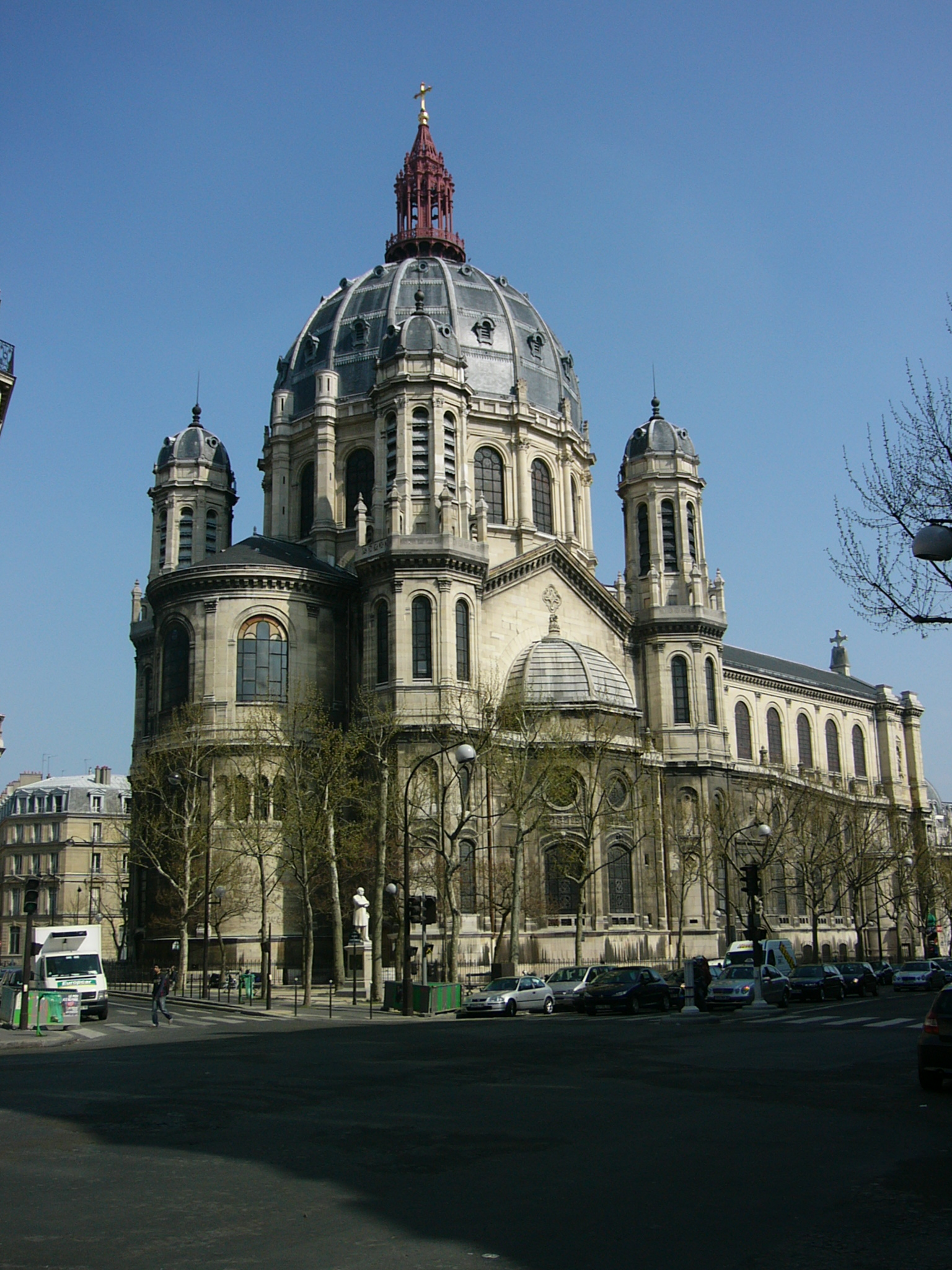
Вид з боку вівтарної частини

У ході османізації Парижа в середині XIX століття в районі, який нині займає VIII округ Парижа, було прокладено декілька прямих магістралей і споруджено велику кількість нових будівель, що викликало приплив населення. Велика кількість нових жителів вимагала будівництва нової церкви, причому, за задумом містобудівників, зовні вона повинна була відповідати новому вигляду району. Для будівництва був обраний квартал між бульваром Мальзерба і авеню Сезар-Кер, що розходяться під гострим кутом. Зведення церкви було доручено Віктору Бальтару, архітектору Ле-Аль.
Будівництво храму було розпочато у 1860 році та закінчено 11 роками пізніше. Головною проблемою, що стояла перед будівельниками, була необхідність вписати церкву до V-подібного простору між вулицями. Завдання було вирішено за допомогою нової на той час технології — церкву було зібрано з металевих ферм та обкладено каменем. Церква Блаженного Августинамає довжину понад 100 метрів, висота купола близько 80 метрів; вона стала першою спорудою із металевим каркасом таких розмірів. Через наявність металевих ферм у конструктивній основі Сент-Огюстен відсутні звичні контрфорси.

## Архітектура
Зовнішній вигляд церкви також незвичайний, в еклектичних формах проглядаються риси романського та візантійського впливу. Сент-Огюстен ефектно завершує перспективу першої частини бульвару Мальзерба з боку площі Мадлен. Головний фасад церкви прикрашений трьома арковими проходами в нижній частині із символами євангелістів над ними та величезною трояндою у верхній частині. Між нею та аркадою — галерея скульптур 12 апостолів. У плані церква не прямокутна — вівтарна частина ширша за фасад. Така форма також була продиктована необхідністю вписати церкву в простір вулиць, що розходяться, водночас, завдяки такій формі, якщо всередині церкви рухатися від входу до вівтаря, бічні капели видаються все більшими. Купол церкви розписаний відомим художником Адольфом Бугро.
У церкві Сент-Огюстен пережив навернення до віри блаженний Шарль де Фуко, згодом чернець-траппіст і дослідник Африки.